# Artistas españolas en las Academias de Bellas Artes siglo XIX
Artistas españolas en las Academias de Bellas Artes siglo XIX es una enumeración de las artistas que fueron nombradas académicas durante este siglo en las diferentes Academias del estado español.

## Historia
Durante los reinados de Carlos IV y Fernando VII, las artistas nombradas académicas solían pertenecer a la aristocracia y la realeza. Durante el reinado de Carlos IV hubo solamente cuatro nombramientos de académicas de mérito, y durante los primeros años del reinado de Fernando VII se produjeron hasta diecinueve, ya que las aristócratas quisieron demostrar su apoyo al desarrollo de las artes para modernizar el país.
En la década de 1830 esta situación cambió. María Cristina de Borbón otorgó en 1836 una pensión de estudios a la pintora y académica de mérito María Dolores Velasco Saavedra (act. 1833-1849). Durante la Regencia se produjo una reducción de nombramientos de académicas de mérito pero, en cambio, el perfil de todas ellas fue el de pintoras con una perspectiva profesional. Aunque tuvieron prohibido el acceso a determinadas asignaturas, como las de Anatomía Artística, Colorido y Composición, las que provenían de un entorno familiar acomodado se formaban con pintores de mayor o menor renombre. Vicente López Portaña tuvo varias alumnas, entre ellas la reina Isabel de Braganza y su hermana Francisca de Asís, y formó a la miniaturista Teresa Nicolau Parody y a la pintora María Micaela Nesbitt (1801-post a 1840). La marquesa de Bóveda de Limia, María Josefa Miranda y Sebastián, fue alumna de José Maea. Luisa Rodríguez de Toro y Pérez de Estela, quien se presentó a la Exposición Nacional de Bellas Artes de 1860 con un cuadro de historia, fue alumna de Carlos Luis de Ribera. También fueron maestras de pintoras José María Avrial, Alejandro Ferrant y Vicente Palmaroli.
A partir de 1846, con el cambio de Estatutos la Academia de Bellas Artes de San Fernando pasa a denominarse Real Academia de Nobles Artes de San Fernando. Desaparecieron los académicos honorarios, se limitó el número de los miembros de la Academia, organizándolos por vez primera en secciones: pintura, escultura y arquitectura. Tras el cambio de los Estatutos de 1846, reforzados por los Estatutos de 1864, los nombramientos de artistas mujeres serán excepcionales. Esta situación llegará prácticamente hasta el siglo XXI.
A comienzos del siglo XX no figuraba ninguna académica de número en las Reales Academias de Bellas Artes de San Fernando (Madrid), San Jorge (Barcelona), San Carlos (Valencia), de la Purísima Concepción (Valladolid), y de Santa Isabel de Hungría (Sevilla), donde la primera académica fue la condesa de Lebrija, Regla Manjón, elegida en 1918. En la Real Academia Gallega de Bellas Artes (La Coruña), las primeras mujeres admitidas como académicas de número fueron las pintoras Dolores Díaz Baliño y Carmen Corredoyra en 1938. En la Real Academia de Bellas Artes de Granada, la primera fue Joaquina Eguaras Ibáñez en 1942.

## Alumnas de la Escuela Especial de Pintura, Escultura y Grabado de Madrid
Durante el siglo XIX a las mujeres les fue negado su acceso al aprendizaje en la Academia de Bellas Artes, salvo excepciones y petición de permiso especial. Se las excluían de las clases de dibujo del natural, anatomía, composición y colorido. Sin embargo, en 1819 se inauguró en Madrid la Escuela de dibujo y adorno para niñas, dependiente de la Academia, en sus establecimientos en el convento de la Merced y en la calle Fuencarral, en horario vespertino. Sin embargo, solo permaneció abierta hasta 1854. En la Escuela de Artes y Oficios fundada en Bilbao en 1879, las mujeres tenían derecho a noventa horas de Dibujo de Adorno distribuidas en los meses de verano, mientras que sus homólogos masculinos se beneficiaban de trescientas treinta y seis horas de ese curso repartidas a lo largo de todo el año.
En Madrid, en la Escuela Especial de Pintura, Escultura y Grabado, segregada de la Academia de Bellas Artes de San Fernando, pero con sede en el mismo edificio, pudieron matricularse mujeres en el curso 1873-74, siendo Teresa Madasú y Celestino la primera en hacerlo, aunque siguió vetándose el acceso femenino a las clases de Dibujo del Natural, Anatomía Pictórica o Colorido y Composición. La primera diplomada en una de esas asignaturas fue, en 1894, la pintora y escultora Adela Ginés y Ortiz. Mujeres con pinceles en el Museo del Prado del siglo XIX es el título del artículo publicado por González Navarro, Carlos en el catálogo de la exposición celebrada en dicho museo Invitadas. Fragmentos sobre mujeres, ideología y artes plásticas en España (1833-1931). En el curso de 1876-77 se contabilizan dos mujeres sobre ciento sesenta y cinco alumnos. En cambio, se superó ligeramente el 5 % de alumnas en el curso 1882-83, con diez mujeres sobre ciento setenta y ocho inscritos. En 1888, para acceder a los exámenes de ingreso en 1888, las «señoritas», a diferencia de los alumnos varones, necesitaban además aportar «una certificación de haber obtenido premio en las Escuelas de Artes y Oficios.
En 1890, son trece mujeres sobre ciento sesenta y cinco inscritos. Entre las pioneras, por citar a algunas, se encontraban: Benita Benito y Sáenz de Tejada, (1874), Joaquina Serrano (1874), Agustina Atienza de los Cobos (1877), Clementina López y Ortiz (1877), Matilde Lorenzo y González (1877), Leocadia Vázquez Figueroa y Canales (1877), Adela Ginés y Ortiz (1878), María Blond y Palos (1879), Pilar Martínez y Alonso (1879), Carmen Díaz y Argüelles (1880), Carmen Strauch y Olea (1880), Josefina Corchón y Diaque (1881), Luisa Gómez y Criado (1881) y Dolores y Vicenta Rodeiro y Boado (1881).
Hasta 1900 las jóvenes representaron una media del 3% del total de estudiantes. Al final del siglo XIX, la discriminación sexista en la enseñanza dividió a los estudiantes y a los propios maestros. En una carta interna fechada en 1886, Parada y Santín, profesor de Anatomía de 1884 a 1922, se mostró favorable a la admisión de mujeres en su curso, en respuesta a la solicitud de una estudiante. La dirección la rechazó. Durante este período, las alumnas tampoco fueron recibidas en el curso de Colorido y Composición, imprescindibles en una formación académica orientada hacia la pintura de historia y los grandes formatos. Mathilde Assier, en el catálogo de dicha exposición en el Museo del Prado publica el artículo “Las mujeres en el sistema artístico español 1833-1931”, [González Navarro, Carlos (ed.) (2020), Invitadas. Fragmentos sobre mujeres, ideología y artes plásticas en España (1833-1931). Madrid, Museo del Prado, pp. 52.]

## Mujeres en las Academias de Bellas Artes

### Académicas de Bellas Artes (San Fernando) en Madrid
- Barrantes Manuel de Aragón, Carmela. 1816-9-8: Es nombrada Académica de mérito (pintura).
- Borbón, María Francisca de Asís de, Infanta de España. 1816-12-19: Es nombrada Académica de honor y mérito por la pintura 1817-1-26: Es nombrada Consiliaria (pintura).
- Bóveda A, María Josefa Miranda Sebastiani, Marquesa de la 1819-8-18: Es nombrada Académica de honor y mérito (pintura).
- Casa Valencia, Marcela de Valencia, Condesa de. 1805-7-25: Es nombrada Académica de mérito.
- Costilla y Jaraba, María Jacoba. 1805-1-6: Es nombrada Académica de mérito (pintura).
- Crespo y Aristia, Josefa.1820-2-27: Es nombrada académica de mérito (pintura).
- Crespo y Reygón, Asunción. 1839-5-5: Es nombrada Académica de mérito (pintura).
- Durán y Casalbón, Francisca de Paula. 1816-8-4: Es nombrada Académica de honor y mérito (pintura).[13]
- Fernández de Navarrete, María Concepción. 1821-9-16: Es nombrada Académica de honor y mérito (pintura).[14]
- Fernández de Navarrete, Micaela. 1821-9-16: Es nombrada Académica de honor y mérito (pintura).[15]
- Gerona Cabanes, Eulalia de. 1819-9-19: Es nombrada Académica de mérito (pintura).[16]
- Marchiori María Luisa. 1828-11-2: Es nombrada Académica supernumeraria (pintura).[17]
- Menchaca Petronila de. 1830-7-18: Es nombrada Académica supernumeraria (pintura).
- MichelL, Bibiana. 1818-5-29: Es nombrada Académica de mérito (pintura).
- Monasterio, Bernarda Manso y Chaves, Marquesa de. 1817-1-26: Es nombrada Académica de honor y mérito. Es hija de los condes de Superunda (pintura).[18]
- Nápoles, María Isabel de Borbón, Princesa de. 1802-8-1: Es nombrada Académica de honor y mérito (pintura).
- Nesbitt, María Micaela. 1820-12-17: Es nombrada Académica de mérito (pintura).
- Nicolau Parodi, Teresa. 1838-7-8: Es nombrada Académica de mérito (pintura).1895-12-2: En la Junta de ese día sus hijos comunican su fallecimiento[19]
- Roca, Duquesa de la. 1817 -12- 7: Es nombrada Académica de mérito. 1818-1-21: Es nombrada Académica de honor (pintura).
- Ruiz de la Prada, Rosa. 1815-10-1: Es nombrada Académica de mérito. 1815-10-8: Es nombrada Académica de honor (pintura).
- Saiz, María del Carmen. 1816: Es nombrada Académica de mérito (grabado)
- Salabert Torres, María Dolores. 1815-10-1: Es nombrada Académica de honor y mérito
- Torres, Ana de. 1818-10-18: Es nombrada Académica de mérito (pintura).
- Trujillo y Trudó, Manuela. 1818-10-18: Es nombrada Académica de mérito por la pintura
- Velasco, Dolores. 1833: Es nombrada Académica de mérito (pintura).
- VIllafranca, Marquesa de. (Fecha de Nacimiento: 1780) [Ma Tomasa Palafox] 1805-7-25: nombrada Académica de mérito (pintura).[20]
- Rosario Weis, 1840-6-21: Es nombrada Académica de mérito (pintura).[21]

### Académicas de Bellas Artes (San Luis) en Zaragoza
- Ana Ascaso de Moncasi (1820-1862)
- Francisca de Paula Durán Casalbón (1795-¿?)
- Pilar Ulzurrun de Asanza y Peralta (1785- 1864)[22]

### Académicas de Bellas Artes ( San Carlos) en Valencia
- Ana de Torres y Bernabeu (1802-¿?)
- Eulalia Gerona de Cabanes (1782- 1842)[23]
- Teresa Nicolau Parody (1817-1895)[24]

### Académicas de Bellas Artes en Cádiz
- Ana Gertrudis de Urrutia Gachitorena (1812- 1850)[25]
- María Victoria Martín del Campo (1794-1869).[26][27]